# Tarma
Tarma es una ciudad del centro del Perú, capital del distrito y de la provincia homónimos, en el departamento de Junín. Llamada la Ciudad de las Flores, tiene una población censada de 109 333 habitantes para el año 2020. Se encuentra a una altitud de 3 048 m s. n. m.

## Etimología
El nombre de la ciudad deriva de la palabra quechua tarama contracción de Taramayo. Puede referirse a las palabras tara (planta que abundaba en la zona) y ma de mayu en quechua (río). Los Tarama fue un antiguo pueblo que habitó el valle de tarma que tenía como capital a tarmatambo por eso mencionaban a ese pueblo como taramentinos.

## Símbolos

Escudo de Tarma

Los símbolos de Tarma poseen una larga historia, como el escudo por parte de la corona, la bandera en la época republicana y la del himno a mitad del siglo XX.

### Escudo
El escudo de Tarma fue otorgado por la corona en 1784.

### Himno
El himno de Tarma se creó en 1951 por Consuelo de Galiano después de que la alcaldesa de esa ciudad Alida Salazar le encargara a la solicitud hecho con la base militar nacional instalado en cuya provincia lo pidiera para la reunión cívico-patriota.

## Geografía

### Ubicación

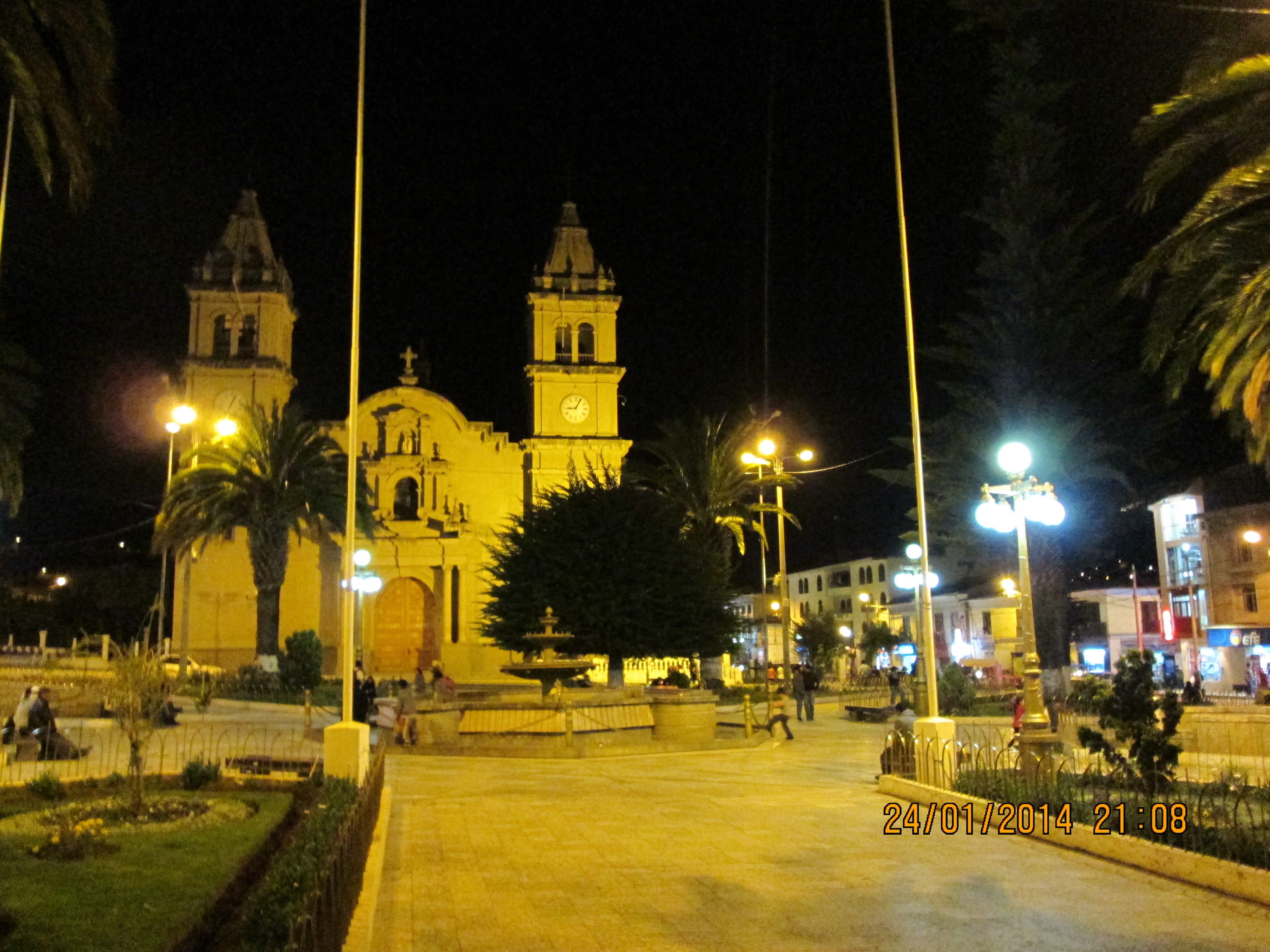
La catedral Santa Ana de Tarma

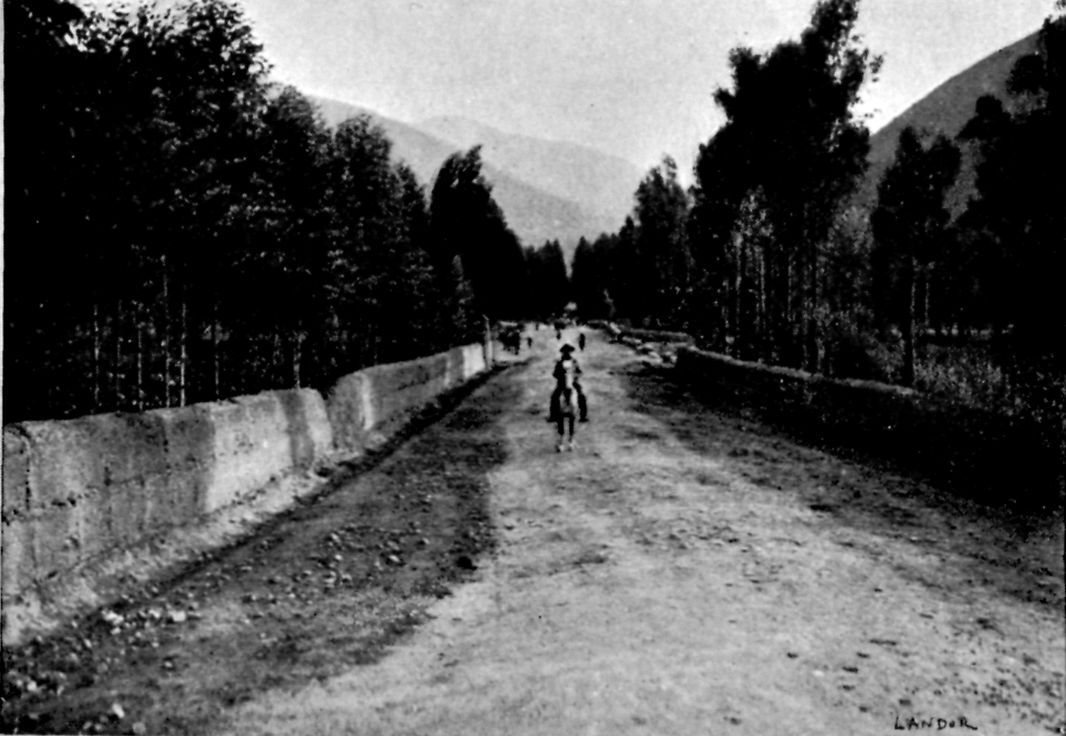
Avenida de Tarma en 1913.

La ciudad de Tarma se encuentra en el centro de la provincia de Tarma, departamento de Junín, a aproximadamente 230 km al este de la ciudad de Lima. Está situada a 3.050 m. s. n. m. en el Valle de Tarma —formado por el río del mismo nombre— en la vertiente oriental de la Cordillera de los Andes. Forma parte de la cuenca hidrográfica regional del río Perené. Se encuentra en la Región Quechua, con clima templado. La temperatura media fluctúa entre los 12 °C y 23 °C. Según Wladimir Köppen sería un clima Cwb. En los meses de diciembre a febrero aumenta levemente el nivel de nubosidad, hay más precipitación y la temperatura diaria fluctúa menos. El resto del año es caracterizado por noches frescas y días muy soleados. El Valle de Tarma es famoso por su paisaje cultural, con amplias plantaciones de flores y hierbas aromáticas, por lo que es llamado Valle de las flores. Junto con las Provincias de Junín y Yauli forma parte de la nueva Mancomunidad Altoandina, basada en la Ley N.º 29029. Su ubicación estratégica la consolida como el punto de nexo entre la costa central (departamentos de Lima e Ica), las provincias andinas del centro (departamentos de Junín, Pasco y Huánuco) y la Selva central (provincias de Chanchamayo, Oxapampa, Satipo y Ucayali con dirección al territorio de Brasil). La guía de viajes Lonely Planet recomienda Tarma como base turística para visitar la zona centro desde Huánuco hasta Huancayo y hacia Oxapampa. El geógrafo italiano Antonio Raimondi la llamó Perla de los Andes.

### Población
El número de población según el INEI al 2020, es de 50 544 habitantes. Es principalmente hispanohablante mestiza, sobre todo compuesta por descendientes de etnias indígenas, españoles, italianos, chinos y japoneses.

### Economía
Las actividades económicas más importantes pertenecen al sector de servicios (comercio, turismo) y al sector público (administración pública, salud, educación). El sector secundario es menos dominante. Destaca la producción cementera por la fábrica de UNACEM, que por un lado es una de las más importantes del Perú y genera un gran movimiento económico y bancario; por otro lado causa contaminación ambiental. El comercio depende de los productos agrícolas locales, sobre todo de la floricultura y herbicultura. Aparte existe la horticultura y fruticultura en los distritos aledaños. Según el sistema de Christaller, Tarma sería una ciudad central para la sierra y selva central, ya que funciona como centro de comercio y educación a nivel regional.

### Urbanismo

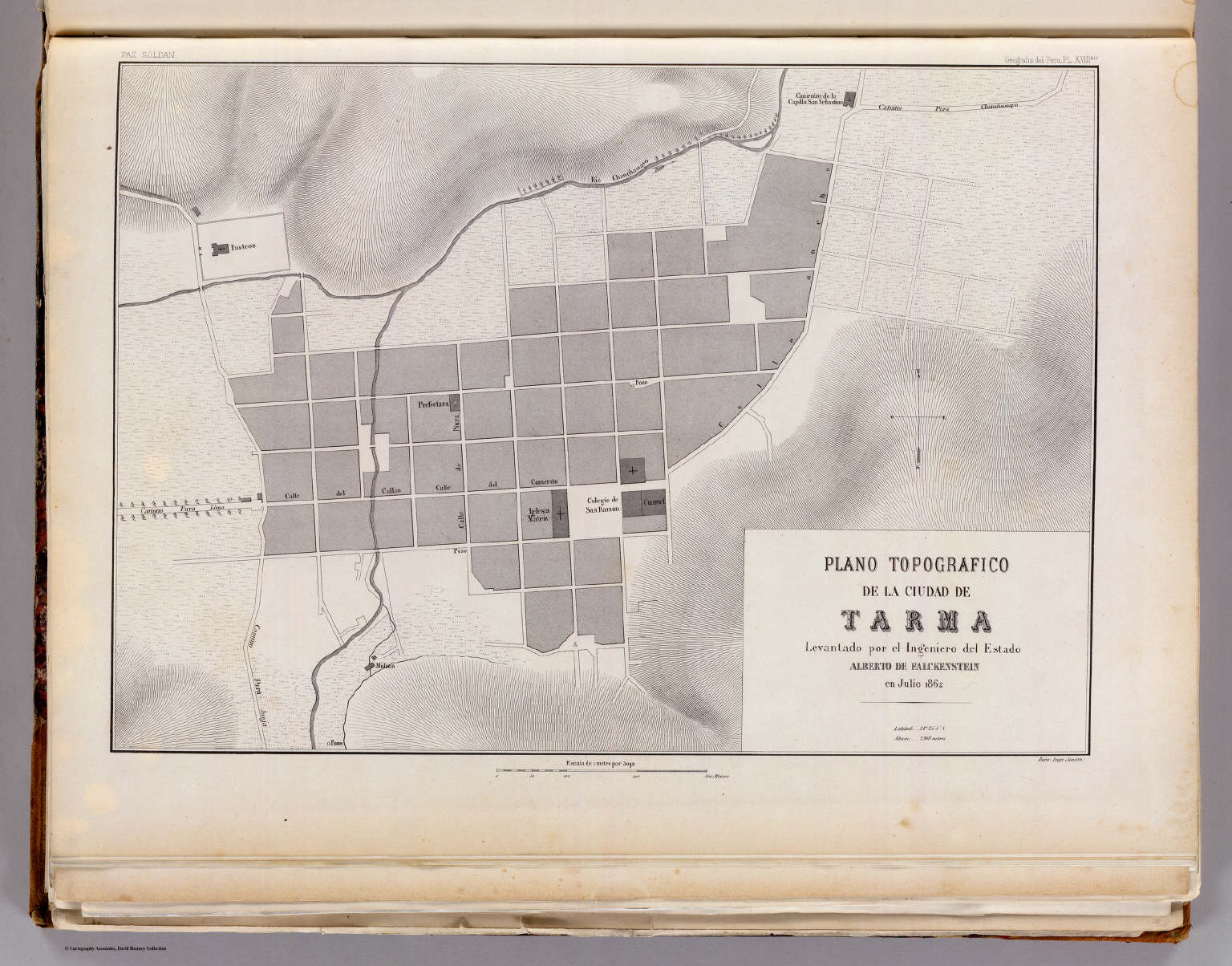
Mapa de Tarma de 1862

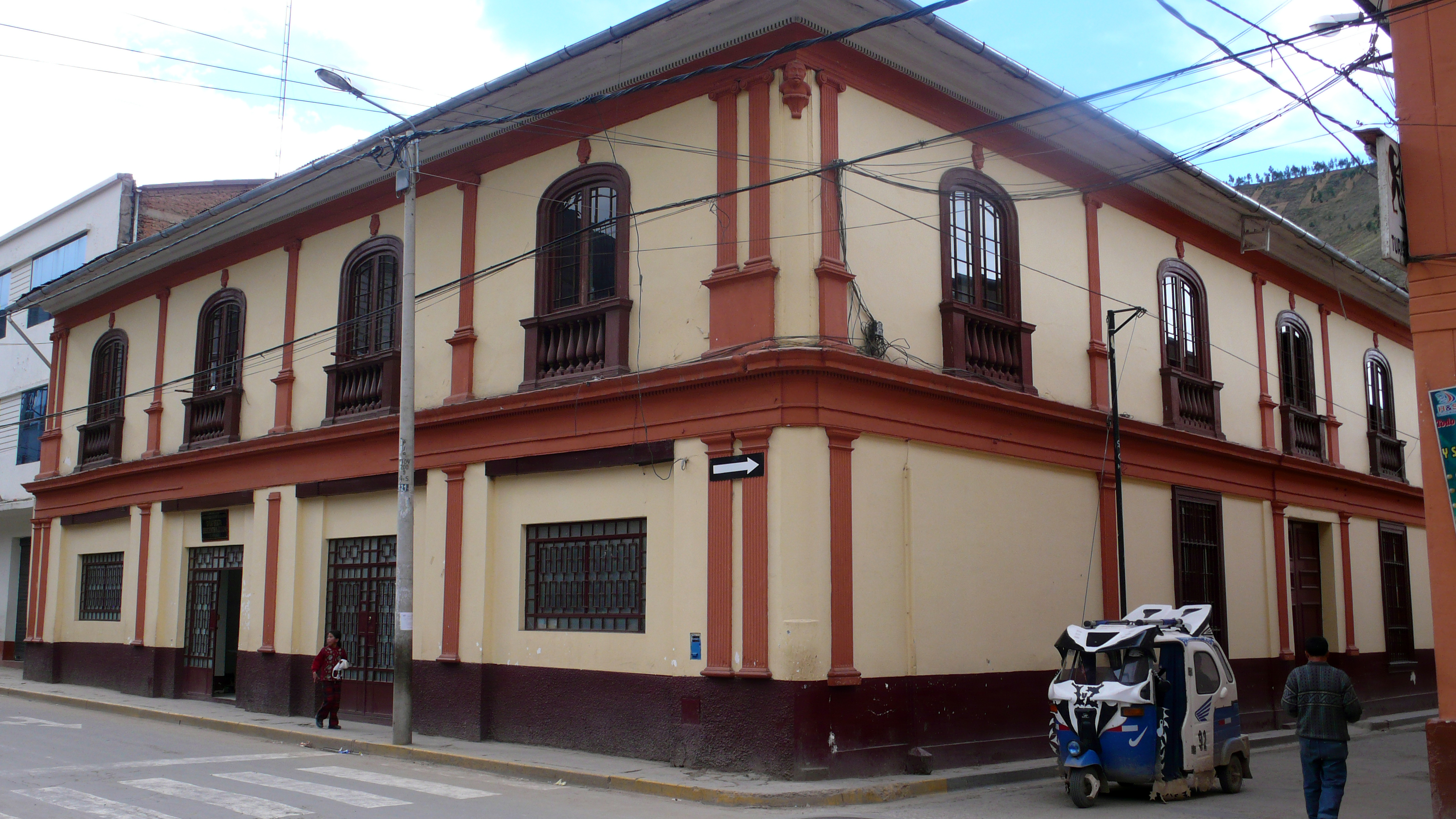
Casona del centro de Tarma

Tarma fue planeada según el modelo clásico hispanoamericano del plan hipodámico, con una plaza mayor, rodeada por el municipio cuya propiedad perteneció a la familia Arrieta y la Iglesia católica. De ahí se extiende el centro histórico, manzana por manzana, a lo largo de las calles principales Jirón Lima y Jirón Arequipa. Las casonas del centro histórico son mayoritariamente de estilo colonial y republicano. La arquitectura republicana se extendió durante el siglo XIX (aprox. 1800–1880) y pertenece al estilo de la arquitectura neoclásica. Originariamente todas las casonas estaban pintadas de color blanco y con tejado rojo. En los últimos años aumentó la destrucción de dichas construcciones de alto valor histórico y turístico. La protección y renovación urbana del centro histórico y su incorporación al marketing de la ciudad sería de gran valor, no solamente por razones histórico-arquitectónicas, sino sobre todo por razones económico-turísticas.

### Transporte

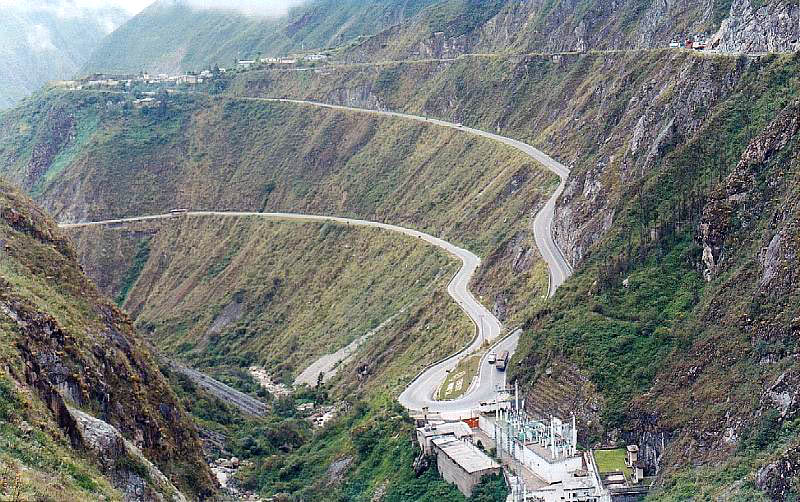
Carpapata conecta la sierra con la selva central

Tarma cuenta con muy buena accesibilidad. Por vía terrestre se va desde Lima por la Carretera Central, pasando el Paso Tíclio, hasta Tarma. El viaje en bus dura seis horas mientras en coche se llega en cuatro horas, eso si hay que tener cuidado ya que es una zona de curvas cerradas, por donde también transitan buses grandes, camiones y tráileres. La ciudad de Tarma cuenta con un nuevo terminal terrestre que une la comodidad moderna con el estilo y la elegancia colonial y republicana, ya que se restauró e incorporó la antigua construcción del primer hospital de Tarma —reconocido como patrimonio cultural por el Ministerio de Cultura del Perú— a la nueva infraestructura de transporte. Cuenta tanto con servicios de gastronomía típica como con niveles de comercio y exposiciones culturales. Existen varias empresas de buses el cual brindan el servicio para la provincia de Tarma, estas pueden ser tomadas de distintos terminales pero el más conocido es el de Yerbateros-Lima, de la misma manera empresas aéreas  ofrecen conexiones diarias del Aeropuerto Internacional Jorge Chávez al Aeropuerto Francisco Carlé en Jauja. Jauja está a una distancia de aproximadamente 50 kilómetros, es decir a una hora de viaje en bus. Se ubica en la mitad de la excelente ruta que conecta Tarma y Huancayo.

### Clima
| Parámetros climáticos promedio de Tarma | Parámetros climáticos promedio de Tarma | Parámetros climáticos promedio de Tarma | Parámetros climáticos promedio de Tarma | Parámetros climáticos promedio de Tarma | Parámetros climáticos promedio de Tarma | Parámetros climáticos promedio de Tarma | Parámetros climáticos promedio de Tarma | Parámetros climáticos promedio de Tarma | Parámetros climáticos promedio de Tarma | Parámetros climáticos promedio de Tarma | Parámetros climáticos promedio de Tarma | Parámetros climáticos promedio de Tarma | Parámetros climáticos promedio de Tarma |
| Mes                                     | Ene.                                    | Feb.                                    | Mar.                                    | Abr.                                    | May.                                    | Jun.                                    | Jul.                                    | Ago.                                    | Sep.                                    | Oct.                                    | Nov.                                    | Dic.                                    | Anual                                   |
| --------------------------------------- | --------------------------------------- | --------------------------------------- | --------------------------------------- | --------------------------------------- | --------------------------------------- | --------------------------------------- | --------------------------------------- | --------------------------------------- | --------------------------------------- | --------------------------------------- | --------------------------------------- | --------------------------------------- | --------------------------------------- |
| Temp. máx. media (°C)                   | 19                                      | 18.6                                    | 18.3                                    | 19.3                                    | 19.4                                    | 19.4                                    | 19.2                                    | 19.8                                    | 19.6                                    | 20                                      | 20.3                                    | 19.6                                    | 19.4                                    |
| Temp. media (°C)                        | 12.7                                    | 12.8                                    | 12.3                                    | 12.4                                    | 11.6                                    | 10.9                                    | 10.6                                    | 11.4                                    | 12                                      | 12.9                                    | 13.1                                    | 12.7                                    | 12.1                                    |
| Temp. mín. media (°C)                   | 6.5                                     | 7                                       | 6.3                                     | 5.5                                     | 3.9                                     | 2.4                                     | 2.1                                     | 3                                       | 4.5                                     | 5.9                                     | 5.9                                     | 5.9                                     | 4.9                                     |
| Fuente: climate-data.org                |                                         |                                         |                                         |                                         |                                         |                                         |                                         |                                         |                                         |                                         |                                         |                                         |                                         |

## Historia

### Fundación
Los inicios de la ciudad de Tarma se pierden en la tradición oral y se conservaron únicamente en forma de leyendas. Lo cierto es que en la localidad se ubicaban las poblaciones de “Tarmatambo” y “Punchaumarca”, habitadas por indígenas de la etnia de los “Tarumas”. Ante la llegada de los conquistadores españoles, se intuye que Tarma fue fundada según la usanza de la época. Sin embargo, no se cuenta con documento que pruebe dicho acto, o quizás la partida de fundación española fue saqueada o quemada en la Guerra con Chile. Algunas fuentes señalan que fue en el año 1534 y 1538 cuando se produjo la fundación española de Tarma como guarnición de soldados en un primer momento, pero se estableció un 26 de julio en 1538 en honor a Santa Ana y por eso nace Santa Ana de la Ribera de Tarma, otra posible teoría sobre su fundación, versa sobre la posibilidad de ser eclesiástica, debido a que como era normal durante el S. XVI, muchas ciudades se fueron creando en torno a los pequeños conventos o misiones que se iban creando, con el fin de la evangelización de los lugareños.

### Época prehispánica
Los resultados de las excavaciones arqueológicas y estudios etnohistóricos de la zona demuestran que se hallaba habitada por el norte y oeste del río Tarma por el grupo étnico chinchaycocha.en otras teorías como el historiador Dr Alejandro Palomino Vega afirma que existió la Cultura Tarama también el profesor Santiago Orihuela Luque define que hubo restos de esta cultura y que están en el museo de Huaricolca , Al sur del río se hallaban los xauxa/wanka, mientras que al este se encontraron vestigios de un grupo étnico pequeño, cuyo nombre no ha sido registrado por los documentos históricos, pero que los arqueólogos han denominado Pallcamayo. Cuando Pachacútec conquistó la región, creó artificialmente la provincia de Tarma, desmembrando el territorio de los chinchaycocha y los xauxa/wanka, y anexando allí a los Pallcamayo. La razón de su acción era el de poder controlar mejor a las grandes unidades políticas y étnicas que constituían los chinchaycocha y los wanka/xauxa. Y efectivamente, el curaca de Tarma tenía bajo el reinado de Pachacútec mucha inherencia política en la zona. Esta política de control fue después adoptada por los españoles, razón por la cual Tarma permaneció como centro de control y capital de los posteriores corregimiento y después intendencia. La capital de la provincia inca era Tarmatambo, cuya traza e ingeniería es completamente inca y emula la ingeniería y destreza arquitectónica que se puede observar en Machu Picchu, ya que ambos fueron mandados a construir por el mismo inca, Pachacútec.

### Época de la conquista
Durante la guerra civil incaica, los taramas se unieron al bando atahualpista. Luego de que su ejército fuera derrotado en Jauja por los españoles, enviaron una delegación a Hernando de Soto con la intención de desistir de la lucha y unirse a Pizarro; sin embargo, Soto sospechando que podría ser una trampa mandó a castrar a los enviados. Ante tal acto los taramas se unieron al general Quizquiz. Posteriormente, los taramas acudieron al llamado de Manco Inca, uniéndoce a su alzamiento y formando parte del sitio de Lima. Derrotados por Francisco Pizarro y los auxiliares huaylas se replegaron a sus tierras.  
Alonso de Alvarado,encargó al capitán Diego de los Ríos atacar los curacazgos de Tarama en donde se había guarnecido una avanzada cusqueña. Alonso Alvarado que contaba con un nutrido número de auxiliares de Hurinhuanca, Ananhuanca y Jatunsausas, adoptó toda clase de métodos punitivos; ordenó cortar manos y narices a diestra y siniestra; atar en grupo a los indígenas para dispararlos con cañón y aniquilarlos en masa.
La ciudad de Tarma fue fundada por los españoles el 26 de julio de 1538, siendo su nombre inicial Santa Ana de la Ribera de Tarma.

### Época virreinal
Durante el Corregimiento de Tarma, fue la mayor contribuyente a la Corona Española, y como Intendencia de Tarma, su extensión abarcó diversos territorios, el Primer Intendente de Tarma, Juan María Gálvez y Montes de Oca (1784) solicitó al Rey de España, la jurisdicción provisional de los territorios de Selva Peruana para vigilar por los intereses de la Corona de España.
- Primer Intendente: Juan María de Gálvez y Montes de Oca.
- Alcalde de primer Voto: Lorenzo Antonio de Cárdenas y Hurtado de Mendoza.
- Alcalde Ordinario: Joseph de la Peña.
- Regidores: los señores Tiburcio Gaona, Francisco A. Gonzáles, Vicente Moyano y Joseph Sotelo.

En 1815 se realizó en Tarma el primer catastro, concluyéndose que la villa tenía 755 casas y aproximadamente 3500 habitantes. En esos años Tarma era cabeza de una de las ocho intendencias en que se dividió el virreinato.  Tanta fue la importancia que tuvo, que comprendió los partidos de Huánuco, Jauja, Cajatambo, Huamalies y Panataguas. La Intendencia de Tarma llegó a ser la mayor contribuyente económica a la Corona de entre todas las restantes.

### Época republicana

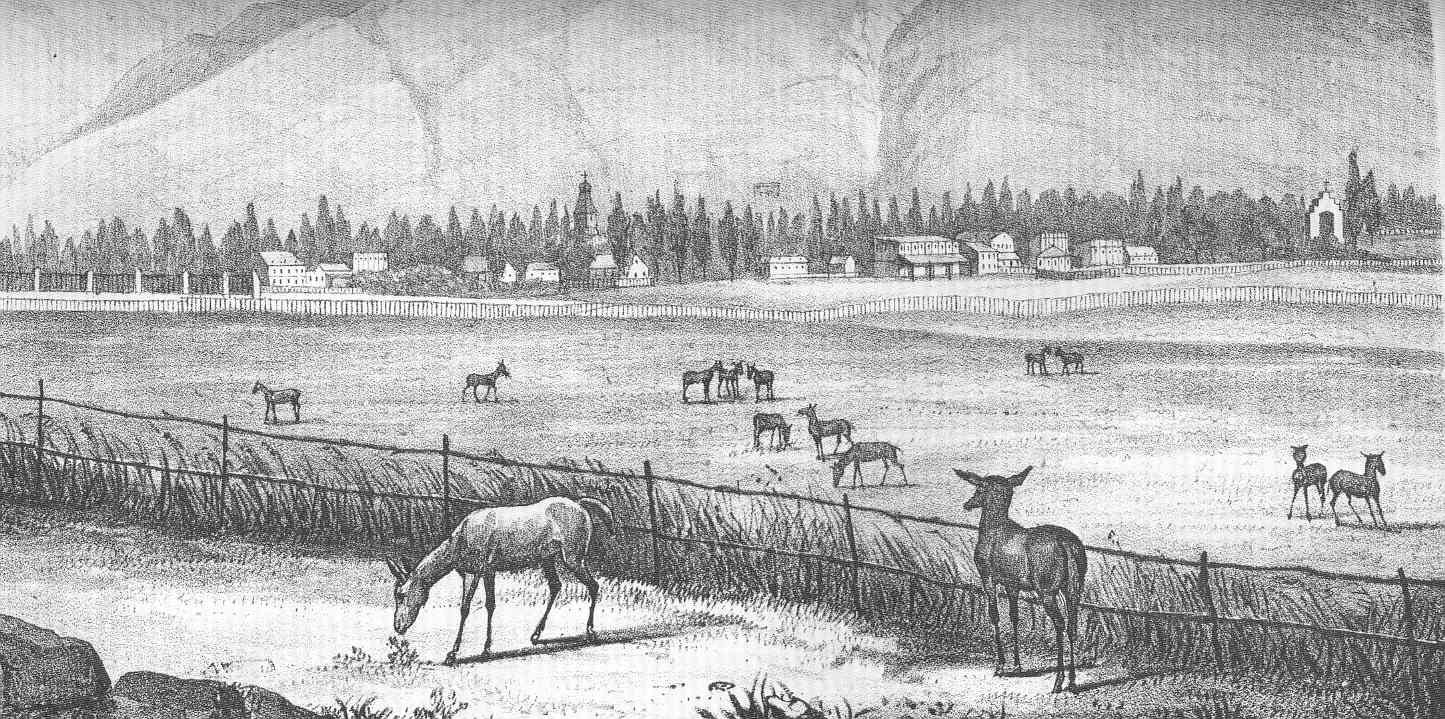
Tarma 1854

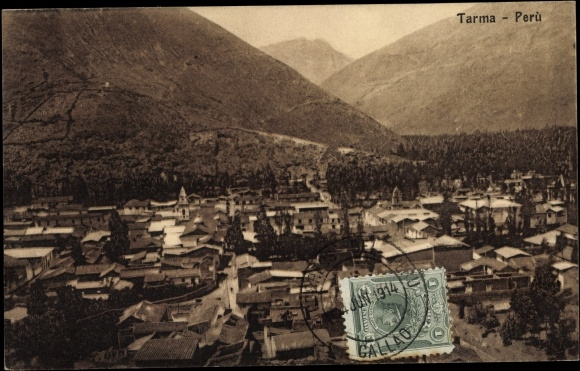
Tarma 1914

Combate de Tarmatambo en 1882 en la guerra del pacífico

A principios de noviembre de 1820, durante la guerra por la independencia que llevaba adelante el general José de San Martín, la población de la ciudad de Tarma apoyó al general Juan Antonio Álvarez de Arenales quien perseguía a las tropas realistas en su retirada hacia los Andes. El 25 de noviembre, el general Álvarez de Arenales ingresó a Tarma, siendo recibido con júbilo por la ciudad y el 28 de noviembre en Cabildo Abierto en la Plaza Mayor, los tarmeños lanzaron el primer grito de independencia, firmando el acta los vecinos más notables de la ciudad, publicándose al día siguiente, el bando que daba a conocer este hecho. Álvarez de Arenales refrendó el nombramiento de Gobernador Intendente Político y Militar a Francisco de Paula Otero, quedando las milicias de Tarma, Jauja y Huancayo a la orden del Intendente de Tarma. Este Grito de independencia de Tarma, fue de mucha importancia, porque los realistas no lograron reconquistar la ciudad como sucedía en otros pueblos y porque servía de base de operaciones para los guerrilleros del Centro, por estos motivos Tarma fue nombrada como "Ciudad Predilecta". Por Decreto del 24 de noviembre de 1820 José de San Martín concedió a los tarmeños el uso de un escudo de plata en el brazo izquierdo con la inscripción "A los constantes patriotas de Tarma". Establecida la República se creó el Departamento de Tarma incluyendo los distritos de Tarma, Jauja, Huancayo y Pasco. Se nombró como presidente del departamento de Tarma, al coronel Francisco de Paula Otero. Luego de dos años y nueve meses, Simón Bolívar por Decreto Ley de septiembre de 1825 dio a este Departamento el nombre de Junín, como homenaje a la batalla ganada al ejército español en estas zonas que pertenecían en ese momento a la circunscripción tarmeña.
Durante el periodo 1836–1839, Tarma pertenecía al Estado Nor-Peruano, y fue la capital del entonces Departamento de Junín. Posteriormente, la riqueza de Cerro de Pasco influyó para que esta se impusiera como cabeza del departamento, al punto de comprender en su jurisdicción la provincia, que tan excepcional importancia tuvo en la colonia. En 1855 José Gálvez Egúsquiza, acompañado de su esposa Ángela Moreno de Gálvez, presentó el proyecto para que fuera devuelta a Tarma su categoría de Provincia. El 31 de diciembre del mismo año, Tarma se hizo provincia.
Durante la Guerra del Pacífico, Tarma apoyó al ejército peruano y, posteriormente, a la resistencia comandada por el mariscal Andrés Avelino Cáceres. Si bien Tarma no fue escenario de gravitantes enfrentamientos, sí tuvo significativa importancia al establecer Cáceres allí la sede del Cuartel General del Ejército del Centro. Cerca de Tarma ocurrió el combate de Tarmatambo en 1882.
Ya durante la República, Tarma perdió su rol principal frente a la ciudad de Huancayo. Fue cuna del general Manuel A. Odría, presidente del Perú entre 1948 y 1956, quien durante su mandato presidencial realizó importantes construcciones de infraestructura en la ciudad, todas ellas en funcionamiento hasta la actualidad.

## Autoridades
En las elecciones regionales y municipales de 2018 el médico Moisés Tacuri García había sido elegido para el periodo 2019-2022 pero tras su fallecimiento el que le sucedió fue el primer regidor Luis Mansilla.
En las Elecciones regionales y municipales de Perú de 2022 del pasado 2 de octubre el elegido fue Walter Jiménez, más conocido como Fathy Jiménez para el periodo (2023-2026) con el movimiento regional Caminemos Juntos por Junín.
La duración de cada mandato es de cuatro años.

### Alcalde
| Gobierno de Tarma   | Gobierno de Tarma        | Gobierno de Tarma |
| Período             | Alcalde                  | Regidores |
| ------------------- | ------------------------ | --- |
| 2023 - 2026         | Fathy Jiménez (CJJ)      | 1. Gilmer García (CJJ); 2. Flor Arroyo (CJJ); 3. Manuel de la Cruz (CJJ); 4. Yamilí Casas (CJJ); 5. Nilton Palacín (CJJ); 6. Pilar Vicuña (CJJ); 7. Luis Correa (SySCJ); 8 Tito W. Limaymanta (JR); 9. Verónica Sacarías (RP). |
| Anteriores Alcaldes |                          | |
| 2019 - 2022         | José Mansilla (Interino) | |
| 2019-2019           | Moisés Tacuri            | |
| 2015-2018           | Luis Palomino            | |
| 2011-2014           | Luis Morales             | |

### Policiales
| Comisaría de Tarma                   | Comisaría de Tarma                                     | Comisaría de Tarma  |
| Dirección                            | Telf.                                                  | Horario de atención |
| ------------------------------------ | ------------------------------------------------------ | ------------------- |
| Jr. Callao 118, Tarma 12651          | (064) 321921 992569257 / 989107810                     | 24 Hs               |
| Comisario                            |                                                        |                     |
| Cmdte. PNP.: Raúl Lázaro             |                                                        |                     |
| Serenazgo                            |                                                        |                     |
| Dirección                            | Telf.                                                  | Horario             |
| Jr. Arequipa 215, Tarma              | 064-321322                                             | 24 Hs               |
| Bomberos                             |                                                        |                     |
| Dirección                            | Telf.                                                  | Horario             |
|                                      | 064-321700                                             | 24 Hs               |
| Emergencias (Hospital Félix Mayorca) |                                                        |                     |
| Dirección                            | Telf.                                                  | Horario             |
| Av. Pacheco 362                      | 064321400 064321401 Anexo101 Anexo 113 SAMU: 961996377 | 24 Hs               |

## Cultura

### Sitios de interés

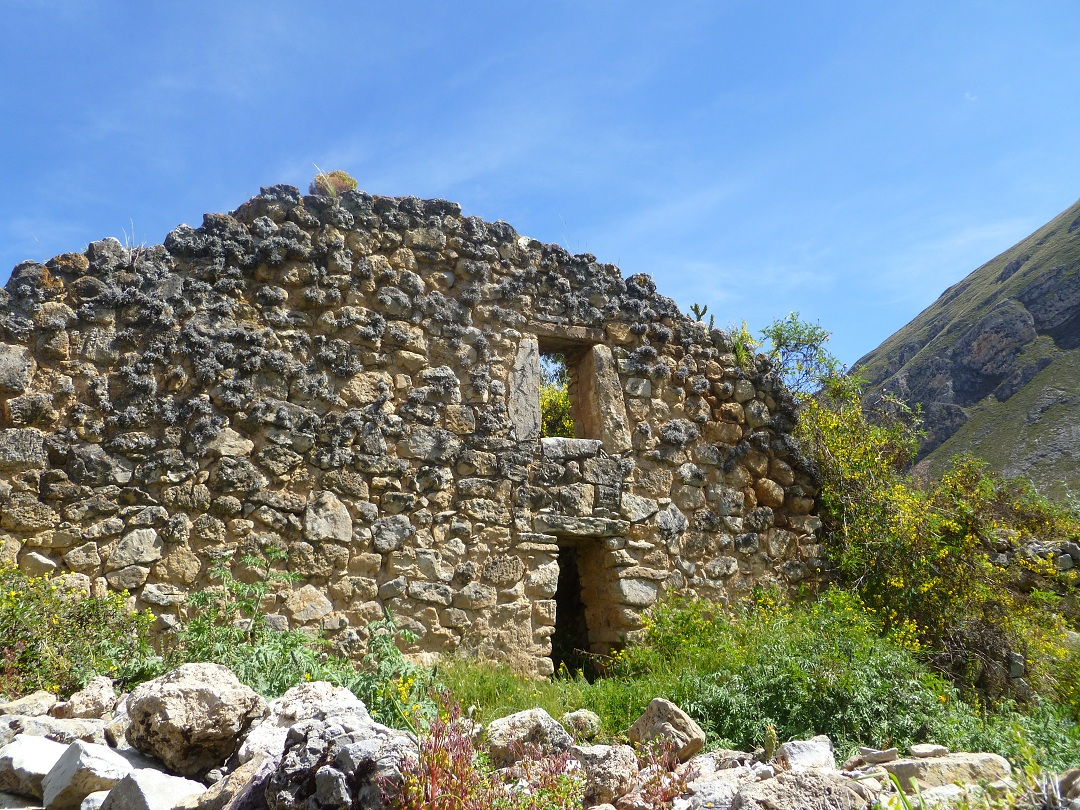
Complejo arqueológico de Tarmatambo.

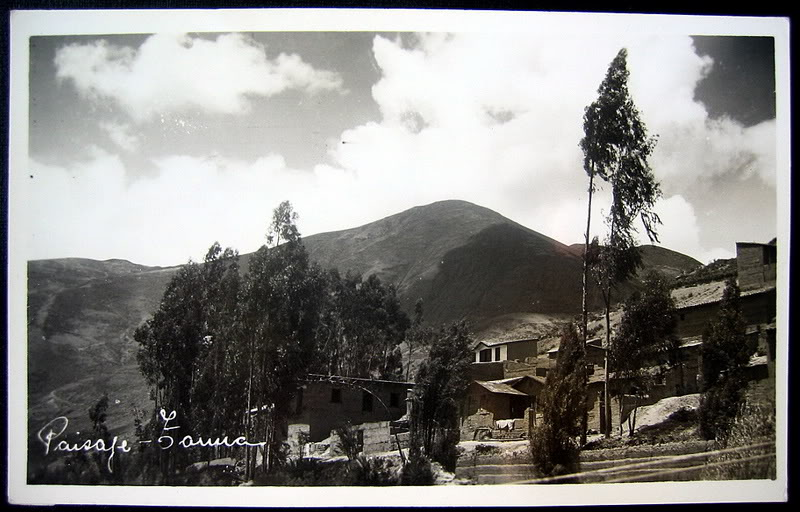
Paisaje de Tarma 1930

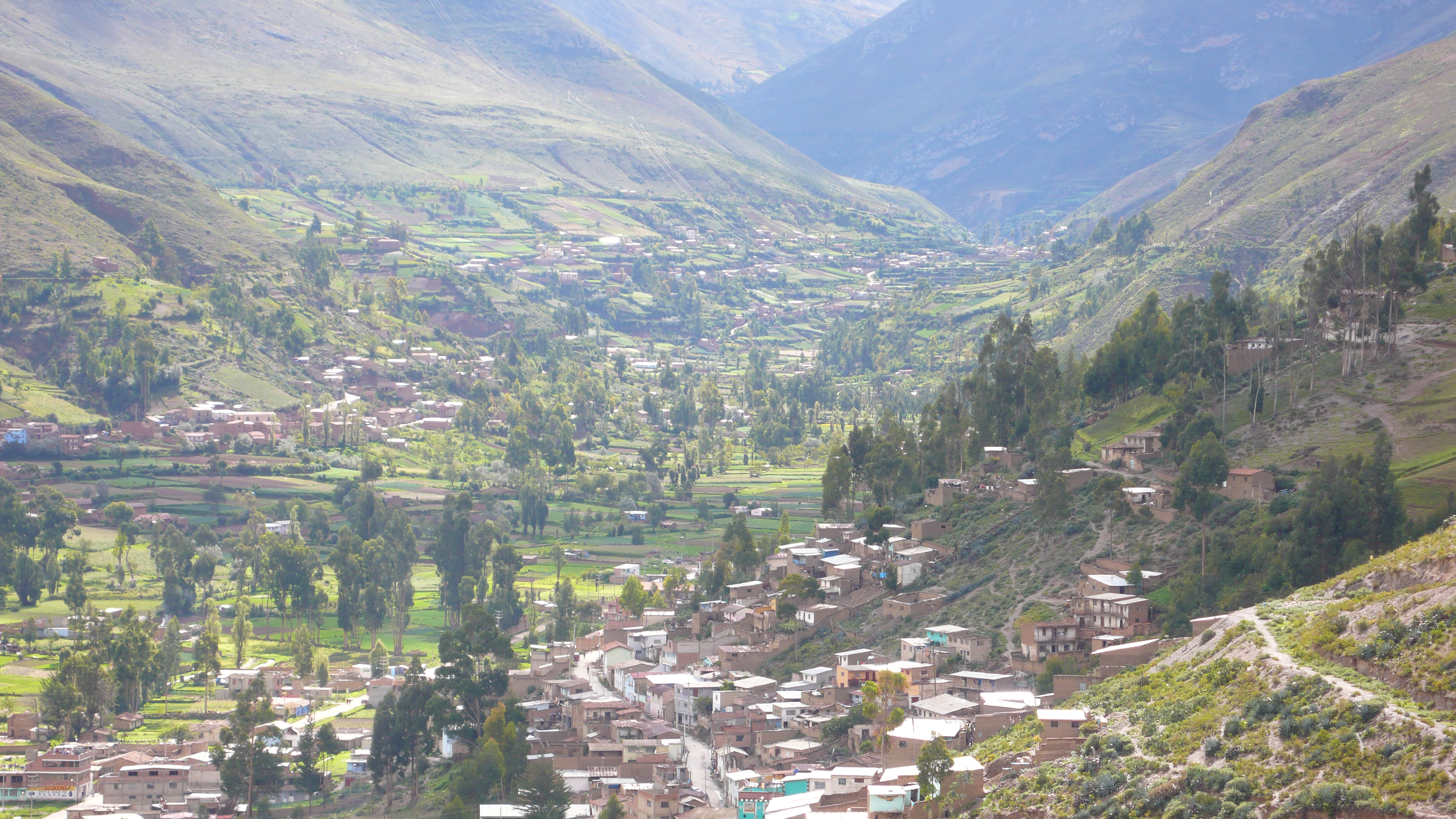
Valle de Tarma.

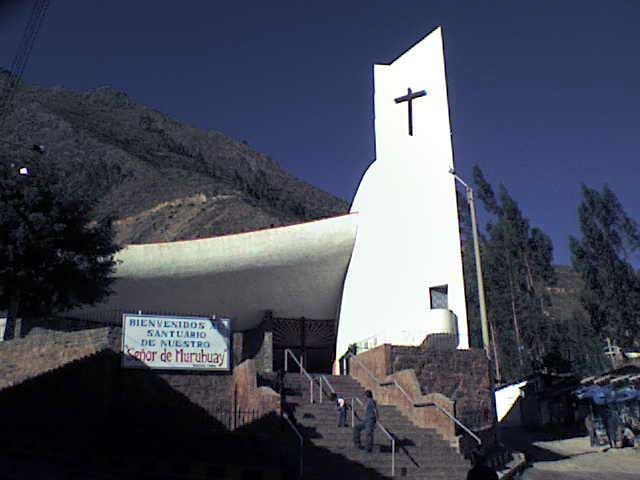
Santuario del Señor de Muruhuay, Acobamba

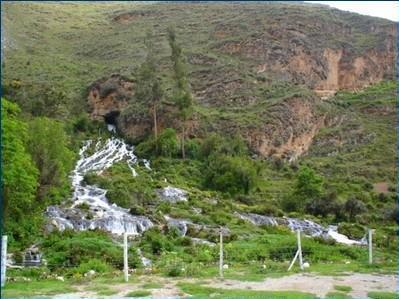
Gruta de Huagapo.

En la Plaza de Armas se encuentran la Catedral de Santa Ana, el Centro Cultural Fortunato Cárdenas, el Museo de la Cultura y la Capilla del Señor de la Cárcel. Otro atractivo religioso es el Convento de la Hermanas Clarisas. En las afueras de Tarma se ubican el Centro Arqueológico de Tarmatambo, los Andenes de Vitoc Anta, el Santuario del Señor de Muruhuay en Acobamba, la Gruta de Mamahuari en Huaricolca, el Cápac Ñan en La Unión, y la Gruta de Huagapo en Palcamayo. Los artesanos de San Pedro de Cajas son
famosos por sus alfombras. El Santuario Nacional Pampa Hermosa en Huasahuasi es un área protegida de alta biodiversidad andino-amazónica. que forma parte de la Reserva de Biósfera Bosques de Neblina – Selva Central.

### Trekking
Desde Tarma sale el Sendero Pampa Hermosa, una ruta de excursionismo a través de las zonas Quechua, Suni, Puna y Yunga según la división del geógrafo Javier Pulgar Vidal. Se cruza el Santuario Nacional Pampa Hermosa, una de las últimas áreas con bosque nubloso del Perú. Aparte de Tarma y Nueva Italia/San Ramón, no hay infraestructura hotelera, es decir que, se duerme en las condiciones sencillas de los anexos visitados o en carpas propias . Es recomendable visitar la Información Turística de Tarma antes de la salida e informarse sobre la organización de transportes y guías.
| Día | Desde                         | Vía                         | Hasta                         |
| --- | ----------------------------- | --------------------------- | ----------------------------- |
| 1   | Tarma/Lomo Pajonal (3700 m)   | Laguna Paracschioc (4000 m) | Casca (3600 m)                |
| 2   | Casca (3600 m)                |                             | San Pedro de Churcho (3400 m) |
| 3   | San Pedro de Churcho (3400 m) | Laguna Jashapata (3800 m)   | Ninabamba (2000 m)            |
| 4   | Ninabamba (2000 m)            |                             | Nueva Italia/San Ramón        |

#### Haciendas y hoteles
Tarma cuenta con una amplia oferta de hostales confortables en el segmento económico. En el segmento medio-alto se encuentran ciertos hoteles y haciendas.
| Hacienda  | La Florida                      | http://www.haciendalaflorida.com |
| Hacienda  | Santa María                     | http://www.haciendasantamaria.com |
| Hotel     | Los Portales Tarma              | https://www.losportaleshoteles.com.pe/hotel-tarma                                                                                    |
| Hotel     | Los Balcones                    | http://www.balconeshoteltarma.com/ (enlace roto disponible en Internet Archive; véase el historial, la primera versión y la última). |
| Hotel     | Hotel El Vuelo del Cóndor Tarma | http://hotelelvuelodelcondor.com Archivado el 12 de marzo de 2016 en Wayback Machine.                                                |
| Hotel     | Hotel Mi Tierra                 | http://www.hotelmitierratarma.com/                                                                                                   |
| Hospedaje | El Dorado                       | http://www.hospedajeeldoradotarma.com                                                                                                |
| Hospedaje | Hostal Inkanto Taruma           | http://www.hostalinkantotaruma.com/ Archivado el 15 de abril de 2017 en Wayback Machine.                                             |

### Festivales
Las fiestas y festivales culturales son predominantemente religiosos o artísticos. Por ejemplo:
- Chonguinada,[14]
- Tunantada,
- la Semana Santa Tarmeña con las típicas alfombras de flores.
- Festival del Folklore,
- el Festival de la Tantawawa tarmeña, dedicado al pan andino de Todos los Santos.
- La Huanuquillana o huanuquillada[15] festividad en honor a la Santísima Cruz del Señor de Carnaval, celebrado entre los meses de febrero y marzo en el Barrio de Huanuquillo.

### Música
Tarma cuenta con una variedad de músicas y danzas tales como la chonguinada, tunantada, huayno, muliza, huaylegia, quiulladanza, huanuquillada, entre otros. Al igual que grupos, orquestas, bandas y artistas solistas hacen algunas músicas, danzas o manifestaciones folclóricas que Tarma comparte con otras provincias juninenses. Los principales exponentes son Lira tarmeña fundado en 1929 por Antidio Rojas y Adrián Solano de composiciones como Picaflor tarmeño considerado como uno de los himnos de la provincia de Tarma, asimismo cuenta con otros temas principales Mantarana y Huamanripita. El cuarteto de músicos llamado Extraña dimensión fundado en los setenta. otra de las bandas vigentes son Contrabandamil fundado en 2009 y, el dúo de Edwin y Franco.

### Literatura
La Literatura tarmeña se refiere a las obras de cualquier género que estén escritas, publicadas o en circulación e inéditas en lengua castellana y quechua. Los principales exponentes son:
- José Gálvez (1885-1956) fue literato, político y docente y sus principales obras son Paz aldeana, Oda pindárica a Grau, Una Lima que se va, Estampas limeñas, La boda, Poemas a Tarma, etc.

- Adolfo Vienrich (1867-1908) fue un intelectual, literario, docente y artista comprometido con la cultura andina o/y tradición quechua, tal es así que sus obras son parte de la literatura del Perú y el quechua. Escribió Aliso Silvestre, Silabario tarmeño, Azucenas quechuas (Tarmap Pacha Huaray), Apólogos quechuas (Tarmapap Pachahuarainin), etc.

- Gustavo Allende (1887 o 1890-1939) fue un poeta, docente y editor. En su tiempo fundó una revista de arte tarmeño llamado Brumas y publicó su obra literaria Valladares.

- Pedro Macassi (1896 o 1897-1976) fue político, escritor, compositor y artista que publicó Pacha Huayta o El llanto de la quena y mulizas.

- Fortunato Cárdenas (-) fue literato, artista que publicó una novela de costumbrs titulado La llamita de Capia y otros.

- Eleodoro Vargas Vicuña (1924-1997) fue literato, editor y docente y sus principales obras son Zora, imagen de poesía, El cristal con que se mira, Fiesta del sol, Taita Cristo, Ñahuín, entre otros.

- José Antonio Bravo (1938-2016) fue escritor, ensayista, y docente, sus obras principales son Las noches hundidas, Barrio de broncas, A la hora del tiempo y Un hotel para el otoño.

- Andrés Mendizábal (1947-?) Fue un intelectual y poeta de Tarma y sus obras más sobresalientes son El colibrí tornasol y sus amigos, Juaninco pececito y La mariposa Toribia.
- Julián Loja (1938-2019) es un literato y docente y a publicado varias obras como Mama Shulay, Tarumanya, Mula Mañuca, etc. aunque posee obras inéditas relacionadas con la cultura tarmeña.
- Teodoro Morales (1942-) es historiador, poeta y crítico literario, fundador de la Casa de la Cultura de Tarma, asociación del que está a cargo. Ha escrito y publicado muchos libros de los cuales los más sobresalientes son Elegía a la paz violenta, En Memoria de la suerte, En campo propio, Canto para mi silencio, Extra muros del silencio, etc.

### Centros Culturales
- Biblioteca Municipal Adolfo Vienrich

- Casa de cultura de Tarma

- Centro cultural Fortunato Cárdenas[16]
- Casa cultural del quechua yaru

### Espacios abiertos
- Plaza de armas de Tarma
- Plaza Manuel Odría
- Boulevar-Malecón G. Moreno
- Plaza Dos de Mayo (desaparecido)
- Plazoleta de las flores

## Gastronomía

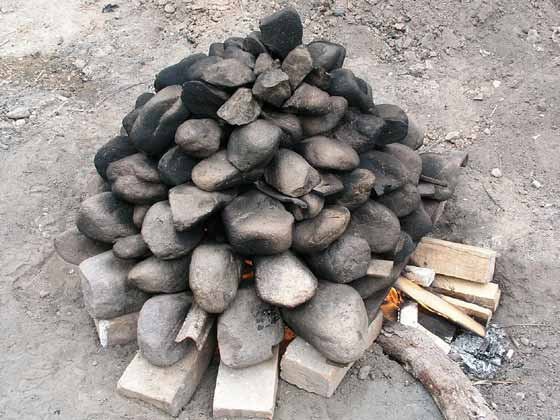
Pachapiedras.

La gastronomía tarmeña es reconocida por el Chupe preparado con siete yerbas naturales de esa ciudad, también como la Pachamanca y el Manjar son símbolos del arte culinario de tarmeño. Patasca, Patache, Trucha con Racacha, Sopa de trigo con charqui, Sopa de olluco, Papasopa, Yacusopa, Pipián de maíz, Tortilla de chuño, Ajiaco de olluco, Picante de cuy, Charqui tostado acompañado con papa sancochada, cancha, huevo sancochado y uchu, etc. En lo que es postres y desayunos se encuentran Mazamorra de tocosh, Mazamorra de calabaza, Mazamorra de caya y  Mazamorra de Chuño; Humitas; Quinua, Maca, Kiwicha, Máchica  y Siete semillas y por último están las bebidas como Chicha morada, Chicha de jora, té de coca y té de muña.

## Educación
Tarma cuenta con instituciones públicas y privadas, universidades, institutos tecnológicos y pedagógico y Colegios y escuelas.

### Universidades

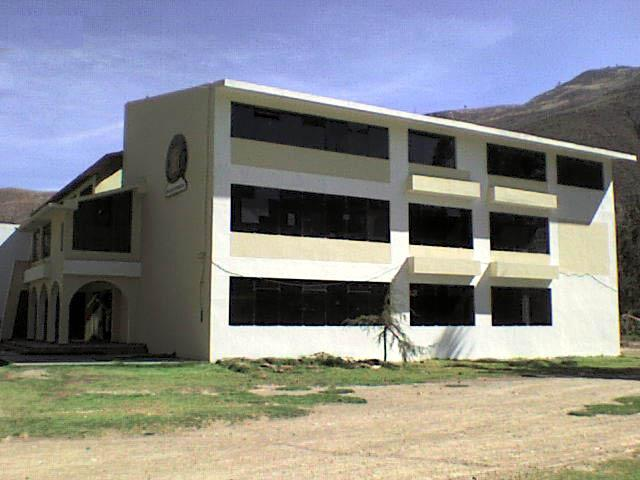
Sucursal de la UNCP

El 16 de diciembre del 2010 el Congreso de la República aprobó la creación de la Universidad Nacional Autónoma Altoandina de Tarma. También existen las sedes universitarias de la UNDAC y de la UNCP. Asimismo, mediante un convenio firmado entre la Universidad Católica Sedes Sapientiae y la diócesis de Tarma, la filial de dicha universidad católica en Tarma inició sus actividades académicas en marzo del año 2011.

### Institutos y Escuelas Superiores
- Instituto Superior Tecnológico Público Adolfo Vienrich
- Instituto Superior Tecnológico Privado Santa Lucía
- Instituto Superior Pedagógico Gustavo Allende Llavería
- Escuela Superior de Formación Artística San Pedro de Cajas

### Centros de formación y capacitación profesional
- Servicio Nacional de Adiestramiento en Trabajo Industrial SENATI

### Colegios
| Colegios de Tarma | Colegios de Tarma |
| ----------------- | --- |
| Estatales         | - I.E. Ángela Moreno de Gálvez (emblemático) - I.E. San Ramón (emblemático) - I.E. Santa Teresa - I.E. Gustavo Allende Llavería - I.E. Andrés Avelino Cáceres - I.E. Industrial N.º 32 - I.E. José G. Otero. Militarizado - I.E. José Gálvez - I.E. Mariscal Castilla - I.E. Wilhelm Hoffman - I.E. Gamarra - I.E. Rosa de Santa María |
| Particulares      | - C.P. San Vicente de Paúl - I.E.P. San Francisco de Asís - I.E.P. Hugo Velásquez Macassi |

## Deportes

### Fútbol
Al igual que en el resto del país, el fútbol es el deporte más practicado por los habitantes de la ciudad. En Tarma se encuentran los clubes de fútbol: Asociación Deportiva Tarma, que participó en Primera División en los años (1980-1991) y regresó a la Liga 1 en 2022, y el Dos de Mayo. Ambos clubes disputan el Clásico Tarmeño.
| Clubes de Fútbol |                       |             |                  |
| Equipo           | Fundación             | Estadio     | Liga             |
| C.S. Dos de Mayo | 23 de febrero de 1919 | Unión Tarma | Cuarta división  |
| A.D. Tarma       | 18 de junio de 1929   | Unión Tarma | Primera división |

### Baloncesto
- En año 2012 lograron el campeonato nacional en la categoría "A" Minibásquet (I.E.P. San Vicente de Paúl).
- En 2009 y 2010 lograron el campeonato nacional femenino Sub 17 (I.E.P. "La Sagrada Familia") y el tercer puesto en el campeonato nacional masculino Sub 17 (I.E. San Ramón).
- En 2003 lograron el campeonato nacional masculino sub 14 realizado por primera vez en tarma (I.E. San Ramón). logrando el CAMPEONATO NACIONAL el equipo tarmeño.
- En 2004 lograron el subcampeonato nacional sub-17 (I.E. San Ramón).
- En 2003 y 2004 lograron el campeonato nacional femenino de sub 16 (I.E.P. "La Sagrada Familia").
- En 2011 fue sede para el campeonato nacional masculino y femenino Sub 17 logrando conseguir el primer puesto en damas (I.E.P. La Sagrada Familia) y el segundo puesto en varones (I.E.P. San Vicente de Paúl).
- En 2014 obtuvieron el segundo puesto varones "sub 17" (I.E. AGORA).
- EN 2016 SUBCAMPEON NACIONAL FEMENINO FDPB BASKET SUB 17 SELECCION DE TARMA
- En 2018 obtuvieron el segundo puesto en los "Juegos Deportivos Escolares" sub-17 (I.E.P Sagrada Familia) y el tercer puesto en los "Juegos Deportivos Escolares Nacionales" sub-14 (I.E San Ramón).

### Downhill skateboarding
En Tarma tiene lugar la copa internacional Valle del Downhill, competencia oficial de tabla larga perteneciente al calendario de la International Downhill Federation. La ruta Centro Poblado de  Tarmatambo , Tarma.

### Escenarios deportivos
- Estadio Unión Tarma
- Coliseo Manuel A. Odría.

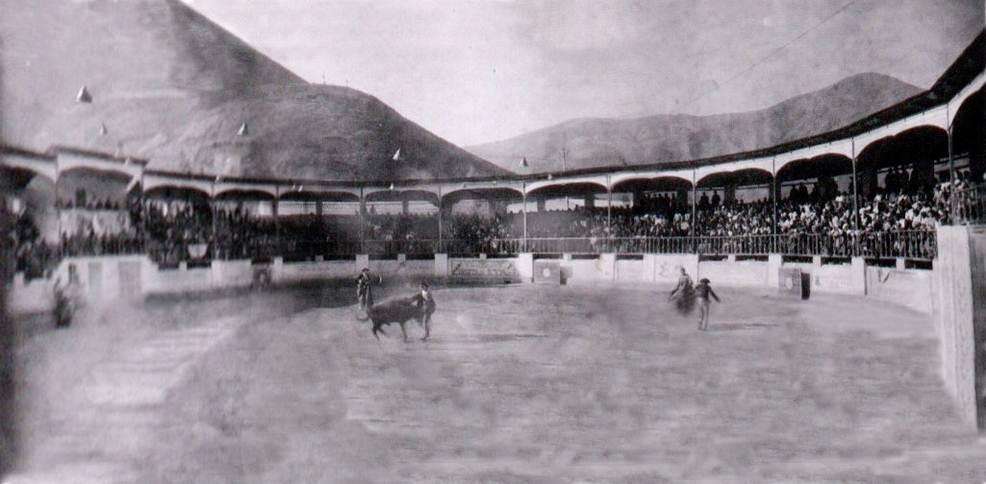
Antigua plaza de toros de Tarma.

- Coliseo del Colegio Ángela Moreno de Gálvez.
- Coliseo del Colegio Parroquial San Vicente de Paúl.
- Coliseo del Colegio Nacional San Ramón.
- Villa Deportiva Municipal, en el barrio de Huanuquillo. Esta infraestructura moderna, cuenta con una piscina semi olímpica, canchas para la práctica del básquet y vóley. Además con una cancha de césped sintético para la práctica del fútbol; una cancha de tenis, gimnasio, sala para conferencias de prensa y una imponente construcción que servirá para alojar a las delegaciones de deportistas que arriben de otros lugares.

### Oficiales
- Página web oficial de la Municipalidad Provincial de Tarma
- Página web oficial de la Oficina de Promoción Turística de la Municipalidad Provinvial de Tarma
- Facebook oficial de la Oficina de Promoción Turística de la Municipalidad Provinvial de Tarma

### Otros
- Lugares, Eventos, Noticias y Foros de Tarma
- "Tarma en imágenes" - Municipalidad Provincial de Tarma. Diseño y edición: Juan Carlos Valero Vargas
- PromPerú - Información sobre Tarma
- PromPerú - Mapa de la provincia de Tarma
- - Portal Turístico de Tarma - Lugares, Eventos de Tarma Archivado el 6 de marzo de 2021 en Wayback Machine.
- Senamhi - Información meteorológica de Tarma Archivado el 4 de marzo de 2016 en Wayback Machine.
- Perú21 – Artículo sobre el campeonato mundial de tabla larga en Tarma
- Declaratoria de La Muliza como Patrimonio Cultural Inmaterial de la Nación - Portal Informativo de la Cámara Nacional de Turismo del Perú

- Datos: Q1759366
- Multimedia: Tarma / Q1759366